# 階層構造

階層構造（かいそうこうぞう、英語: hierarchy、ヒエラルキー）は、ある事象や認識対象の構造が、高層建築物のように、各階を、下層から上層へと順に積み重ねて全体を構成している場合の構造である。あるいは、積み木構造ともいえる。
また、ある要素が複数集まることでひとつのユニット（集合体）を形成し、そのユニットが複数集まることでさらに大きなひとつの大ユニットを形成し、その大ユニットが……という構造も、階層構造である。

## 概説
階層構造を特徴づける性質は、高次の階層は、低次の階層が備える性質をすべて持っていることである。例えば、3階は1階・2階に備わる性質をすべて持っているが、逆に、1階・2階は3階に特有な性質を持っていない。また、下層階に及ぼされた影響は、上層階にも及ぶが、その逆は起こらない。例えば、地震で、1階が揺れた場合、全体が影響をうけるが、2階のみが揺れた場合は、上層階は影響をうけるが、1階は影響を受けない。
また、各階層は、階級（クラス）として取り扱われることがある。各階級の関係は、親子関係として取り扱われ、親の特質が、子に継承される。
しかし、このような深い意味がなくても、外見上、ピラミッド構造や高層ビルのような構造である場合も、階層構造ということがある。重層構造ともいう。この概念は、定義も拡張も自由であろう。

## より具体的な定義
構成要素である階級（クラス）には、階層の深さがあり、それぞれ浅い順に、親子関係にある。親子関係において、子は、親の特徴をすべて受け継いでいて（継承）、さらに、子供は親にない独自の特徴を備えている。すなわち、末代の子供は、初代の親からの特徴をすべて備えている。また、親は複数の子をもってよい。このような構造を有する場合、階層性があるという。

## 階層構造の例
- タンパク質の階層構造

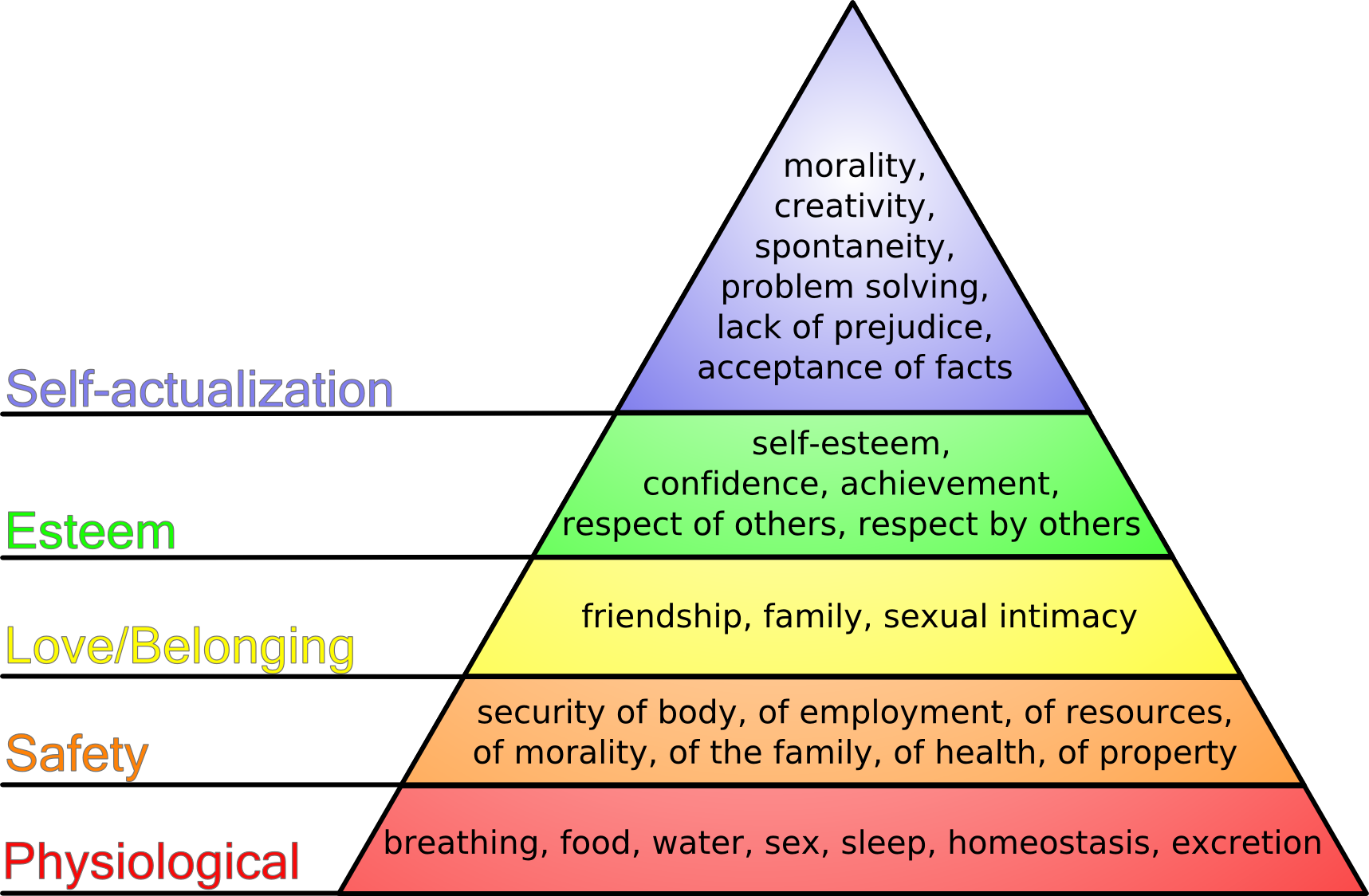
マズローの欲求階層理論。マズローは後に、この図では不十分で、さらに上に《自己超越》の階層がある、とした。

- 生命の階層。細胞 - 組織 - 器官 - 器官系 - 個体 - 群れ - 生態系 （- ガイア）
- 生物の分類（界 - 門 - 綱 - 目 - 科 - 属 - 種）
- プロトコルスタック - OSI参照モデル（物理層 - データリンク層 - ネットワーク層 - トランスポート層 - セッション層 - プレゼンテーション層 - アプリケーション層）

## 階層構造と創発
マイケル・ポランニーは「子供（上位）の階層は、親（下位）の階層にない独自の特徴を備えている」という性質によって起きる複合的現象を見いだし「創発」と名付けた。
ポランニーは「世の中の至る所に幾重にもなった階層が無数に存在する」として、この意味での階層構造の仕組みを「層の論理」と呼んだ。さらに、あらゆる事物の作動原理には制御できない自然法則だけでなく、常にプラスアルファの制御可能な「余白（マージン）」が伴いうる事を見いだし、この余白に対してのみ、その上位階層からの制御が行なわれうるとした。
これを敷衍すると、ある階層で下位の階層の余白を埋めた場合、それをさらに上位から見れば、下位で埋められている余白はもはや制御できない自然法則と変わらず、またさらに制御しうる新たな余白が見いだせる、という繰り返しとなる。
この「上位から見た下位の制御可能な余白要素」のことをポランニーは「境界条件」(boundary condition もしくは marginal condition)と名付け、この制御の仕組みを「境界制御」(boundary control もしくは marginal control)と名付けた。
これらの概念は1950年代に著書『個人的知識』『暗黙知の次元』で『暗黙知』理論とともに提唱された。

## 関連文献
- 阪口秀、末次大輔、草野完也『階層構造の科学―宇宙・地球・生命をつなぐ新しい視点』東京大学出版会 　2008 ISBN 413060306X